# Serdab
Een Serdab is een element uit de oud-Egyptische grafarchitectuur. Het werd voornamelijk in het Oude Rijk toegepast, zowel in koninklijke als in privégraven. De Serdab is een ruimte waarin een beeld stond. Door gaten in de muur zou het beeld zich kunnen voeden met de geuren van de offers die in de belendende ruimte werden gebracht.

## Etymologie
Het woord serdab komt van het Perzische سرداب, dat “koud water” betekent. Het werd een leenwoord in het Arabisch voor “kelder”. De ruimte in kwestie werd door de Oude Egyptenaren per-toet genoemd, dat “huis van het beeld” betekent.

## Beschrijving en functie
De serdab is een verzegelde kamer met een gleuf of een gat. In de verzegelde kamer staat een Ka-beeld van de overledene. De gaten lieten de geuren binnen van de offers die werden gepresenteerd aan het beeld. Zodat de overledene zich kon voeden en kon voortleven.
Het woord serdab wordt ook gebruikt voor een type ongedecoreerde kamer, dat in veel periamiden is aangetroffen. Vanwege het ontbreken van inscripties is het niet mogelijk de rituele functie van deze kamer vast te stellen. Veel egyptologen zien deze serdab als een opslagruimte, verwant aan de privé en koninklijke graven van de tweede dynastie. De serdab kan worden herkend aan de positie ervan aan het oostelijk uiteinde van het interne piramidekamersysteem en aan de drie nissen in de buitenste muur.

## Voorbeelden

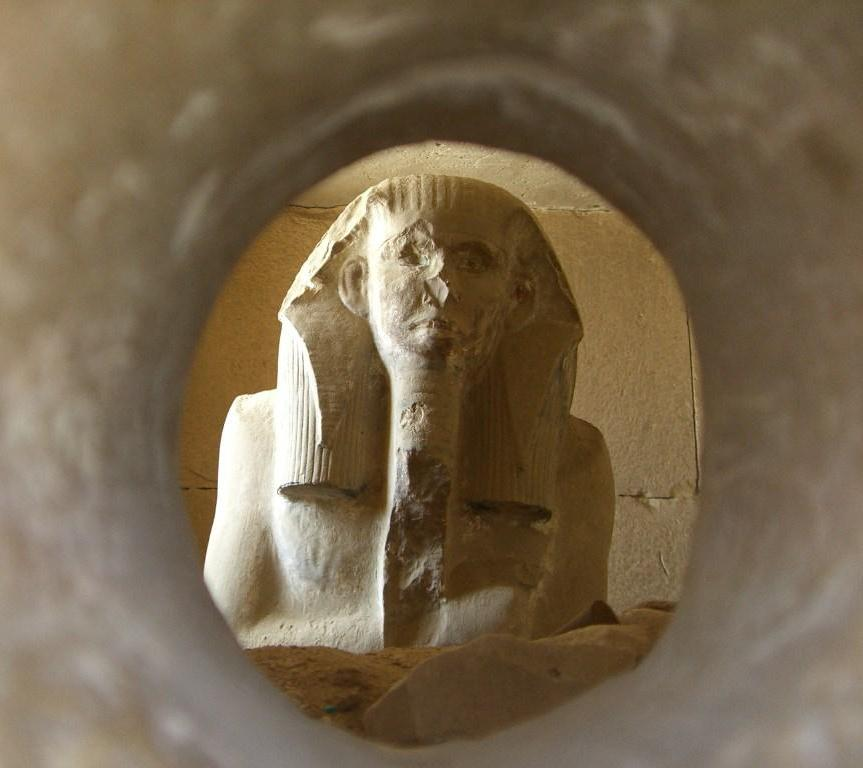
Serdab van koning Netjerichet of Djoser.

De oudst bekende serdab komt voor in het grafcomplex van koning Netjerichet of Djoser uit de 3e dynastie van Egypte.
In de privégraven van hoge ambtenaren uit de late Oude Rijk stonden beelden van overledene en zijn familieleden in één of meerdere bovengronds aangelegde serdabs. De ruimtes waren niet langer toegankelijk zodra de beelden erin werden gezet.
Het type serdab dat op een opslagruimte lijkt, komt voor het eerst voor in de Piramide van Mykerinos (4e dynastie van Egypte), maar pas tijdens de regering van Djedkare Isesi werd het een vast onderdeel van het piramidesysteem.